# Громов, Дмитрий Вячеславович
Дмитрий Вячеславович Громов (род. 24 сентября 1967 года, Люберцы Московской области) — российский социальный антрополог, этнограф, кандидат психологических наук, доктор исторических наук.

## Биография
1998—2001 годы — обучение в аспирантуре Института психологии им. Л. С. Выготского РГГУ (научный руководитель В. К. Шабельников). В 2002 году защитил кандидатскую диссертацию по специальности 19.00.07 — педагогическая психология.
2010—2013 годы — научный сотрудник отдела современного фольклора (рук. М. Д. Алексеевский) Государственного республиканского центра русского фольклора.
2013 год — защитил в Институте этнологии и антропологии РАН диссертацию на соискание степени доктора исторических наук, специальность 07.00.07 — этнология, этнография, антропология (рук. Н.Л.Пушкарева)
С 2013 года — ведущий научный сотрудник Центра по изучению межэтнических отношений Института этнологии и антропологии РАН; в 2013—2018 годах — руководитель Группы библиографии и подготовки изданий ИЭА РАН.

## Научные исследования
Исследование молодежи и молодежных сообществ является ключевым направлением научной работы Д. В. Громова; молодежи посвящены кандидатская и докторская диссертация, основные труды. Ряд работ посвящен молодежным субкультурам, в частности, закономерностям из возникновения и существования. Выпущен сборник «Молодежные субкультуры Москвы». Общим теоретическим контекстом исследований Громова является представление о молодежных сообществах как комплексном институте социализации молодых людей; разные сообщества (учебно-профессиональные, досуговые, субкультурные объединения) отвечают за разные составляющие социализации. Прохождение через «поле молодежных сообществ», занимающее в современных условиях около десяти лет, связано с постепенным приобретением статуса «взрослого» и предполагает интерес к определенным видами деятельности, обусловленный социальными и психологическими причинами.
В 2009 году положено начало длительному проекту «Молодежные уличные группировки»; в специальной «установочной» книге был обобщен уже накопленный материал об уличных пацанских сообществах, намечены методы и пути их исследований. Проводились полевые исследования в Москве, подмосковных Люберцах и ряде других городов. В частности, на примере одного из малых городов была выявлена закономерность: причины возникновения уличных группировок в целом совпадают с причинами возникновения политических кризисов и войн в мире.
С 2005 года проводилось полевое исследование молодежных политизированных сообществ, причем основное внимание уделялось уличным акциям. В качестве теоретической основы была использована теория социальной драматургии Ирвинга Гофмана, с поправкой на коллективный, а не индивидуальный характер театрализованной самопрезентации. Исследования 2005—2011 годов воплотились в монографию «Уличные акции: молодежный политический активизм в России» (2012). Отдельные статьи были посвящены движению «Наши» и молодым коммунистам; политическому противостоянию зимой 2011—2012 годов. Как публичная акция рассмотрены антимигрантские беспорядки 12-13 октября 2013 года в московском районе Западном Бирюлёве; описаны движущие силы акции на разных этапах ее проведения.
Исследования молодежи у Громова тесно связаны с изучением моральных паник; так, этой теме посвящена монография «АУЕ: криминализация молодежи и моральная паника» (2022).
Научные исследования Громова начинались с интереса к традиционной «деревенской» этнографии и фольклору. В рамках традиционной фольклористики выдержаны многие его работы ( и др.), большей частью они писались на основе собственных полевых записей (активная экспедиционная работа проводится с 1997 года). Впоследствии больший интерес стал проявляться к современному фольклору — как к традиционным жанрам, бытующим в современной городской среде , так и к новым формам. Как пример актуализации традиционных фольклорных форм в современном мире рассматривается фольклор, связанный с лесными пожарами 2010 года (поверия о магической защите, кознях инородцев, анимации пламени, эсхатологических знаках), химтрейлами. В целом придерживается не «филологического», а «антропологического» подхода к современному фольклору, то есть исследует фольклор не как совокупность текстов, но как одну из антропологических составляющих структуры социальных явлений. Например, фольклор молодежных сообществ представляется Громовым как отражение характеристик этих сообществ: их систем ценностей, деятельностных практик, норм и стилистики поведения и т. д.
Интерес Д. В. Громова к сакральному пространству и «особым» местам ландшафта начался также в рамках традиционной этнографии. В частности, совместно с В. В. Виноградовым была разработана классификация фольклорных сюжетов, связанных с почитаемыми камнями-валунами. Впоследствии объектом интереса стали «особые» места, возникающие на улицах современных городов: места, используемые для обрядов перехода (в частности, «свадебные достопримечательности», посещаемые молодоженами после загса), места исполнения желаний, стихийные мемориалы, придорожные мемориалы.
В начале 2020-х годов сосредоточил внимание на этнографических исследованиях Восточного Подмосковья. Вместе с С. С. Михайловым был инициирован выпуск книжной серии «Этнография Центральной России» (вып. 1 — 2021 г., вып. 2 — 2022 г., вып. 3 — 2023 г.).

## Личная жизнь
Жена — Алла Витальевна Громова, литературовед.
Двое детей.